# Jeanett Andersen
Jeanett Vestergaard Andersen (født 24. april 1991) er en dansk/britisk håndboldspiller, der pr. 2011 spiller i Aalborg DH U18 og Storbritanniens håndboldlandshold.
Jeanett Andersen har været en af profilerne i den danske U16-liga, i 2011 var hun med til at vinde Junior-DM-sølv med Aalborg DH. I 2011 er hun rykket op som ynglingespiller og spiller på Aalborg DHs U18 hold, Hun var indtil hun blev britisk statsborger  været fast deltager i talenttruppen i Nord og har spillet en enkelt kamp på 1990-91 landshold, da hun i april 2007 var med til at vinde 33-29 (15-15) over Tyskland.
Jeanett Andersens mor er født i Storbritannien, så derfor har hun fået adgang til et britisk pas og kan derfor spille på Storbrittaniens OL-landshold ved OL 2012 i London.
Jeanett Andersen er elev på Aalborghus Gymnasium. 